# 2014년 카탈루냐 독립 국민투표

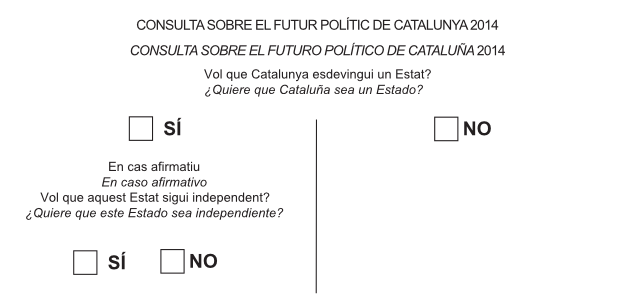
카탈루냐 지방 정부가 공개한 투표용지. 카탈루냐 지방의 공용어인 카탈루냐어, 스페인어(카스티야어)로 쓰여져 있다.

2014년 카탈루냐 독립 국민투표 결과. 카탈루냐 지방을 구성하는 각 구의 득표 결과를 표시한 것으로서 찬성-찬성 비율의 득표율을 기준으로 한다. 진한 녹색은 75% 이상, 연한 녹색은 75% 이하를 가리킨다.

2014년 카탈루냐 독립 국민투표(카탈루냐어: Consulta sobre la independència de Catalunya)는 2014년 11월 9일에 비공식적으로 실시된 스페인 카탈루냐 지방의 독립 여부를 묻는 주민투표이다.
이 주민투표는 카탈루냐 지방의 독립을 지지하는 입장을 갖고 있던 정치인인 아르투르 마스, 오리올 중케라스의 주도로 진행되었다. 2014년 11월 9일 기준으로 만 16세인 카탈루냐 지방의 유권자이면 투표에 참가할 수 있었으며 카탈루냐 지방의 전체 유권자 수는 540만 명에서 620만 정도로 추산되었다.
2015년 2월 25일 스페인 헌법재판소는 주권에 관한 투표를 실시할 권리는 중앙 정부에만 있다는 것을 이유로 만장일치로 이 투표는 위헌이라는 판결을 내렸다.

## 질문
2014년 카탈루냐 독립 국민투표의 질문은 다음과 같다.
- a) 귀하는 카탈루냐가 국가가 되어야 한다고 생각하십니까?
- b) 앞에서 언급한 질문에 찬성하셨다면 귀하는 카탈루냐가 독립하는 것을 지지하십니까?

## 결과
2014년 카탈루냐 독립 국민투표의 결과는 다음과 같다.
| 선택                     | 선택      | 선택      | 득표        | %       |
| ------------------------ | --------- | --------- | ----------- | ------- |
|                          |           | 찬성/찬성 | 1,861,753표 | 80.76%  |
|                          | 찬성/반대 | 232,194표 | 10.07%      |         |
|                          | 찬성/기권 | 22,466표  | 0.97%       |         |
| 찬성 합계                | 찬성 합계 | 찬성 합계 | 2,116,413표 | 91.80%  |
|                          |           | 반대      | 104,760표   | 4.54%   |
| 반대 합계                | 반대 합계 | 반대 합계 | 104,760표   | 4.54%   |
|                          | 기타      | 기타      | 71,131표    | 3.09%   |
|                          | 기권      | 기권      | 12,986표    | 0.56%   |
|                          |           |           |             |         |
| 합계                     | 합계      | 합계      | 2,305,290표 | 100.00% |
|                          |           |           |             |         |
| 출처: 카탈루냐 자치 정부 |           |           |             |         |

## 같이 보기
- 2017년 카탈루냐 독립 국민투표
- 카탈루냐 독립운동